# Вацманн
Вацманн (нім. Watzmann, бавар. Watzmo) — гора в Баварських Альпах у Баварії (Німеччина).
Висота над рівнем моря — 2713 м, це третя по абсолютній висоті гора Німеччини після Цугшпітце (2968 м) і Гохваннера (2746 м), але на відмінну від них повністю знаходиться в Німеччині. Вацманн розміщена на території муніципалітету Берхтесгаден західніше озера Кенігсзее, недалеко від державного кордону з Австрією.
Вацманн являє собою гірський масив з трьома основними висотами: Міттельшпітце (2713 м), Зюдшпітце (2712 м) та Гохек (2651 м).
Перше сходження на Гохек зареєстровано в 1784 році, на Міттельшпітце — в 1799 (згідно з іншими даними — в році), на Зюдшпітце — лише в 1832 році. Перше зимове сходження зареєстровано 1 лютого 1871 року.

## Галерея

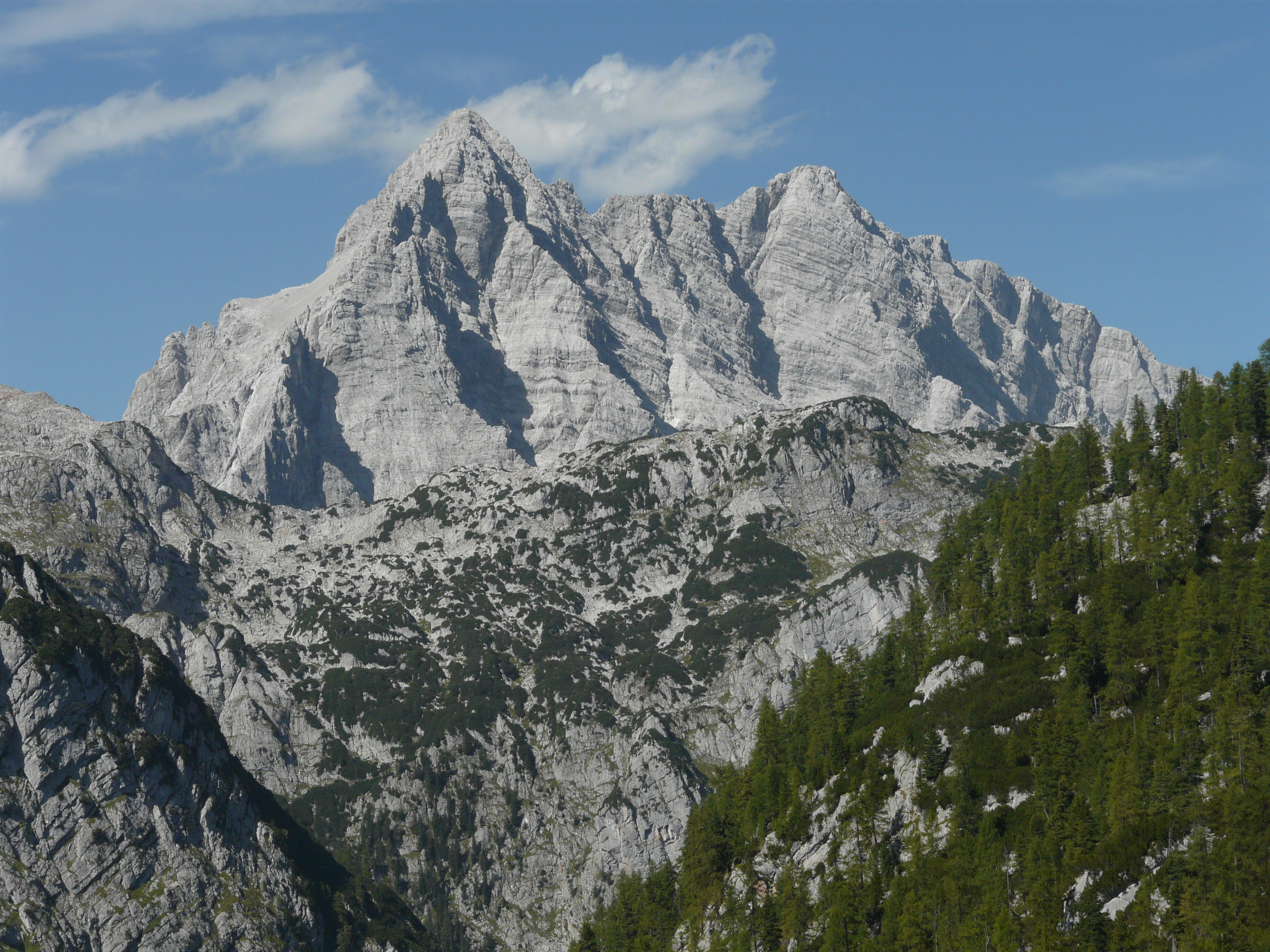
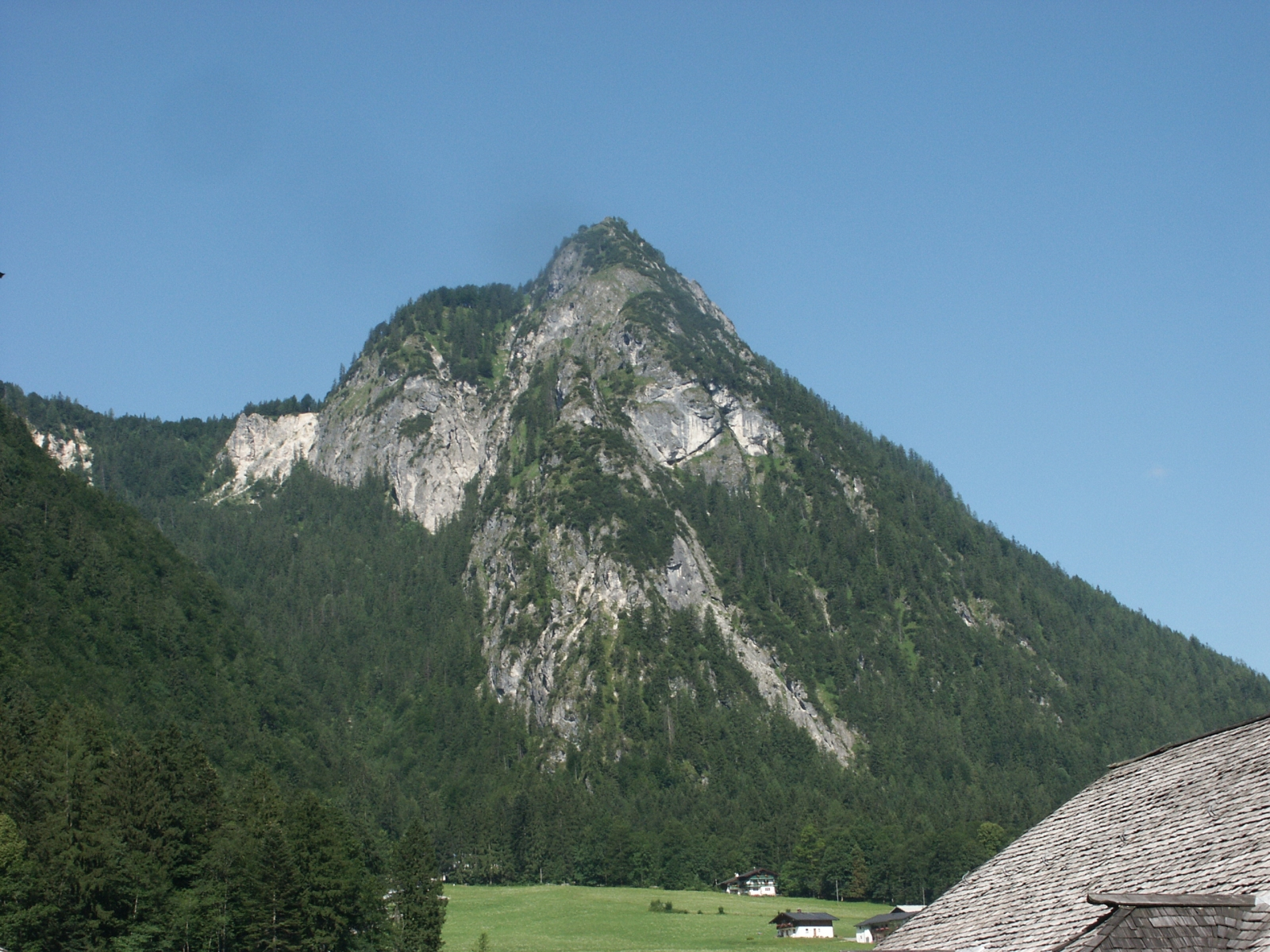
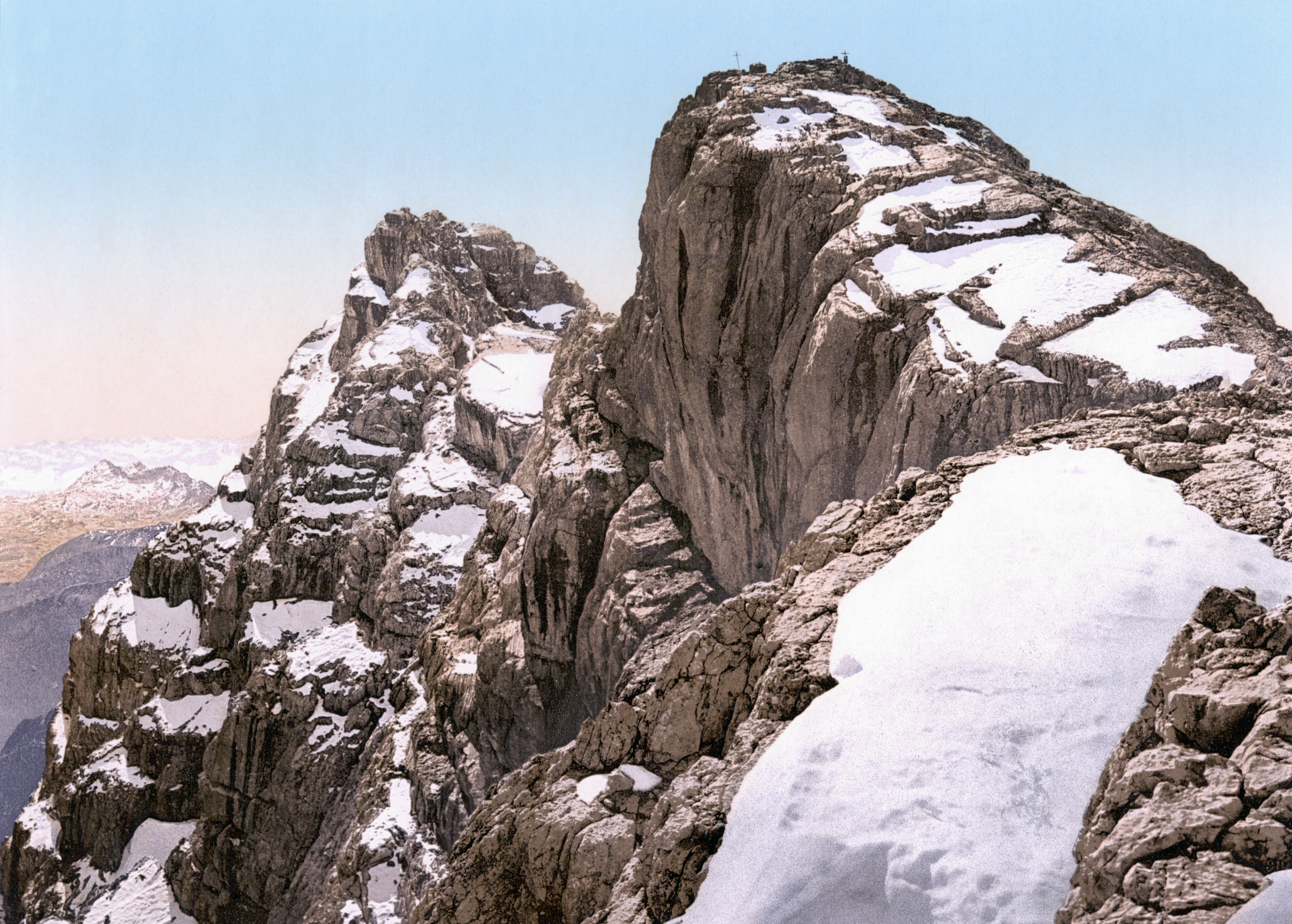
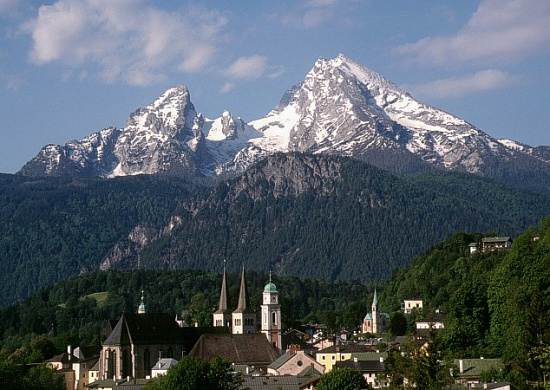